# Brachyolene pictula
Brachyolene pictula är en skalbaggsart som beskrevs av Stefan von Breuning 1940. Brachyolene pictula ingår i släktet Brachyolene och familjen långhorningar. Inga underarter finns listade.